# Калашников, Александр Серафимович
Алекса́ндр Серафи́мович Кала́шников (род. 8 июля 1949, Ленино, Пензенская область) — российский политический и государственный деятель. Почётный гражданин Пензы (2011).
Глава администрации города Пензы (1992—2004), начальник ФКУ «Федеральное управление автомобильных дорог «Большая Волга» (2004—2012).

## Биография
В 1971 году окончил Пензенский инженерно-строительный институт. 
В 1973—1978 годах — мастер, прораб, старший прораб СУ-13 пензенского треста «Жилстрой».

## Политическая деятельность

### Глава администрации
В 1991—1992 годах занимал должность заместителя главы администрации Пензенской области.
В 1992 году был назначен главой администрации Пензы. Дважды побеждал на выборах мэра в 1996 и 2000 годах. Таким образом, руководил областным центром почти на протяжении 12 лет.

### Совет Федерации
Депутат Совета Федерации РФ первого созыва от Пензенской области (1993—1995).

## Награды и звания
- Орден Почёта (8 октября 2009) — за заслуги в развитии транспортного комплекса, достигнутые трудовые успехи и многолетнюю добросовестную работу[2]
- Орден Дружбы Народов (1985)[1]
- Медаль ордена «За заслуги перед Отечеством» II степени (1999)[1]
- Юбилейная медаль «300 лет Российскому флоту» (1996)
- Медаль «За строительство Байкало-Амурской магистрали» (1985)
- Орден Святого благоверного князя Даниила Московского II и III степени (1999, 1996)
- другие медали и звания
- Заслуженный строитель РФ (1995)[3]
- Почётный железнодорожник (1997)
- Почётный гражданин города Пензы (2011)